# Peter Paetzold

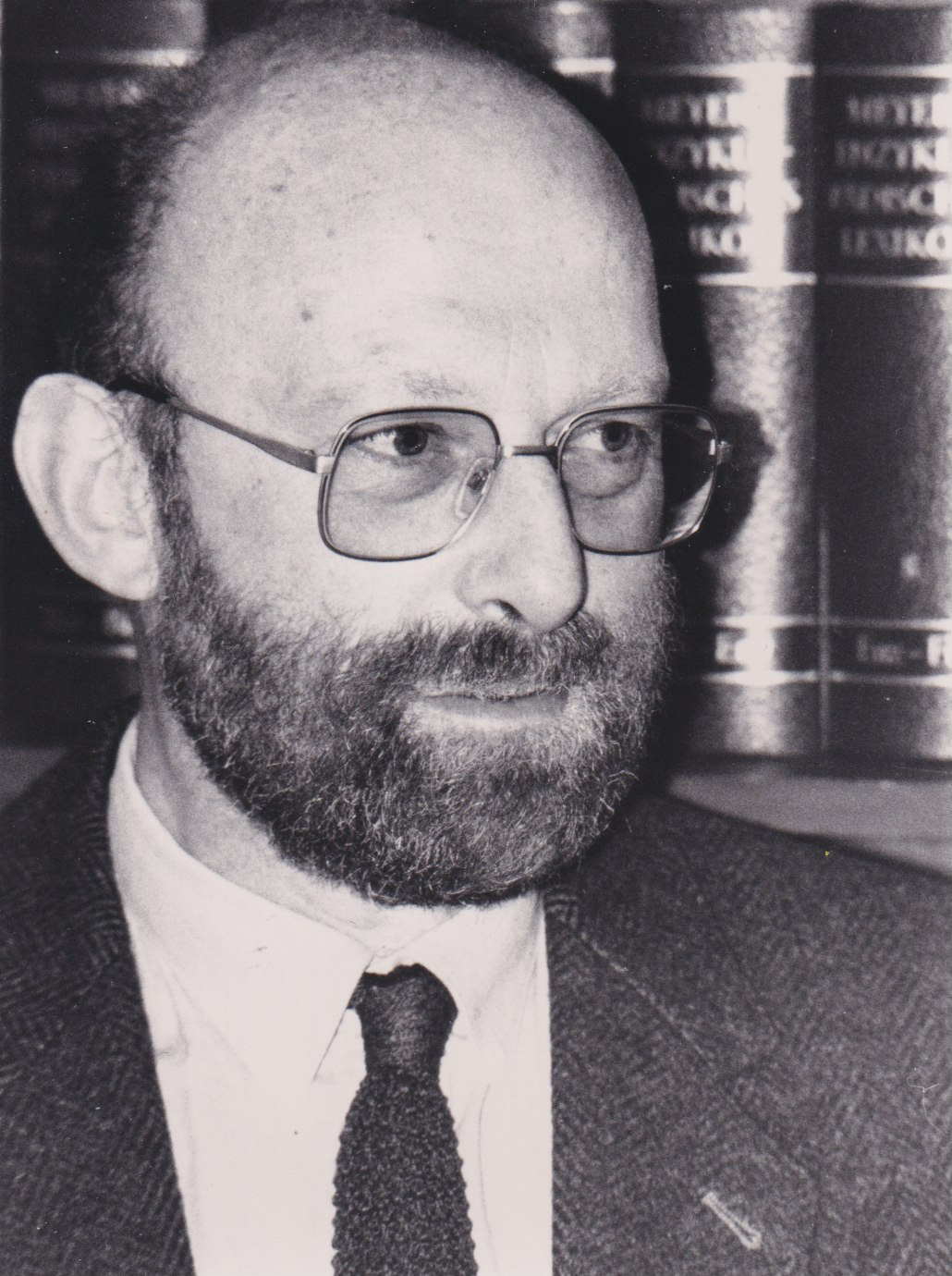
Peter Paetzold (1985)

Peter Paetzold (* 16. März 1935 in Plau, Mecklenburg; † 17. August 2023 in Aachen) war ein deutscher Chemiker und Professor für Anorganische Chemie der RWTH Aachen.

## Leben
Paetzold studierte an der Ludwig-Maximilians-Universität München. Im Jahre 1961 erfolgte hier auch seine Promotion in der Arbeitsgruppe von Egon Wiberg; in seiner Dissertation befasste er sich mit der thermischen Zersetzung von Boraziden.
Nach seiner Habilitation (1966) lehrte er für zwei weitere Jahre an der LMU. Danach wechselte er auf einen Lehrstuhl für Anorganische Chemie der RWTH Aachen.
In seiner Forschung befasste sich Paetzold hauptsächlich mit der Molekülchemie des Elements Bor, insbesondere mit Iminoboranen und Clusterverbindungen. Seine Publikationsliste umfasst ca. 180 Arbeiten.
Paetzold wurde im Jahr 2000 emeritiert.
Nach verschiedenen Büchern und Schulbüchern zur Chemie veröffentlichte er im Herbst 2009 ein Lehrwerk zur Allgemeinen Chemie.
Paetzold starb am 17. August 2023 im Alter von 88 Jahren in Aachen.

## Auszeichnungen
- 1998: Alfred-Stock-Gedächtnispreis der Gesellschaft Deutscher Chemiker